# Crawl (filme)
Crawl (bra: Predadores Assassinos; prt: Rastejantes) é um filme americano de 2019, dos gêneros terror e catástrofe, dirigido por Alexandre Aja e escrito por Michael e Shawn Rasmussen. Kaya Scodelario e Barry Pepper interpretam, respectivamente, os papéis principais como filha e pai que, junto com seu cachorro de estimação, são caçados por jacarés após ficarem presos em sua casa durante um furacão de categoria 5 na Flórida.
O filme foi anunciado em maio de 2018, com Sam Raimi produzindo-o sob sua marca Raimi Productions e Aja nomeado como diretor. Scodelario e Pepper se juntaram ao elenco em julho de 2018, com outros atores sendo escalados mais tarde naquele verão. As filmagens principais começaram a ser rodadas em agosto de 2018 e foram concluídas em setembro do mesmo ano.
O filme foi lançado nos cinemas nos Estados Unidos em 12 de julho de 2019 pela Paramount Pictures. Ele arrecadou US$ 91.5 milhões em todo o mundo e foi recebido com críticas geralmente positivas, nas quais a maioria das análises elogiaram o desempenho de Scodelario.

## Enredo
Haley Keller (Kaya Scodelario), uma aspirante a nadadora da Universidade da Flórida, recebe um telefonema de sua irmã, Beth, que a informa que o furacão Wendy de categoria 5 está em rota de colisão com a Flórida e a aconselha a deixar o estado. Haley fica preocupada com a segurança de seu pai, Dave (Barry Pepper), por ele não atender o telefone. Contra as instruções da Polícia do Estado da Flórida, Haley dirige pelas rotas de evacuação para chegar até Dave. Ela vai primeiro para seu condomínio, onde mora desde que ele e sua mãe se divorciaram. Haley encontra o cachorro da família, Sugar, no condomínio mas não o próprio Dave, e fica preocupada por ele ter voltado para a casa da família em Coral Lake, que ele supostamente havia vendido anos atrás.
Haley e Sugar navegam pelas ruas inundadas e encontram a caminhonete de Dave na casa de Coral Lake. Lá, ela desce para o espaço embaixo da casa enquanto deixa Sugar no andar de cima, eventualmente encontrando seu pai inconsciente e ferido. Quando ela tenta arrastá-lo para fora, sua saída é interrompida por jacarés grandes e vorazes que Dave acredita terem entrado na casa por um ralo aberto para o sistema de esgoto. Os jacarés são grandes demais para caber nos canos sob a casa, permitindo a Haley e Dave ficarem em uma área segura na outra extremidade do vão embaixo da casa. No entanto, o furacão se intensifica e o local começa a inundar, então Haley tenta contornar os jacarés antes que ela e seu pai se afoguem.
Ao tentar escapar do vão e afastar os crocodilos, Haley deixa seu celular cair (que logo em seguida é esmagado por um jacaré) e descobre que a segunda saída do local está bloqueada por uma mesa no topo da escotilha. Ela tenta entrar em contato com um grupo de saqueadores em um posto de gasolina em frente à casa para obter ajuda, mas todos são mortos pelos jacarés. Ela também não consegue impedir que os animais ataquem e matem dois policiais que investigavam a casa em busca de sobreviventes. Dave consegue matar um jacaré rachando sua cabeça com uma pá, mas fica preso. Em um último esforço para escapar, Haley nada pelo ralo até o esgoto, onde descobre que os jacarés fizeram seus ninhos e colocaram ovos ali. Haley mata com sucesso outro jacaré com uma pistola recuperada do corpo de um dos policiais, destruindo a garganta do crocodilo quando ele quase morde sua mão e sobe as escadas, abrindo o chão da sala e salvando Dave de se afogar no vão embaixo da casa.
Livres do espaço rastejante, Haley, Dave e Sugar pegam o barco dos saqueadores assim que o olho do furacão se move sobre a vizinhança. No entanto, as enchentes rompem os diques das proximidades, inundando ainda mais Coral Lake e empurrando-os contra a casa, onde acabam se separando. Enquanto Dave e Sugar sobem as escadas, Haley navega pela cozinha e usa um rádio policial descartado para transmitir um sinal de socorro às autoridades.
Depois de recuperar um conjunto de sinalizadores da estrada e salvar Sugar de ser atacado, Dave acaba perdendo um braço para um dos jacarés. Haley tenta sinalizar um helicóptero de resgate de um quarto no andar de cima, mas é atacada por outro jacaré, que tente afogá-la em um "rodopio mortal". Enquanto Dave e Sugar fogem para o sótão, Haley acerta o olho do crocodilo com um sinalizador e tenta nadar em direção ao telhado do lado de fora da casa, evitando por pouco ser atingida por um quarto jacaré antes de ser arrastado. Por fim, com todos no sótão, Dave e Sugar esperam Haley acender um sinalizador e apontar para um helicóptero de resgate a caminho.

## Elenco e personagens
- Kaya Scodelario interpretou Haley Keller, uma estudante-atleta, irmã da Beth e filha do Dave.
- Barry Pepper interpretou Dave Keller, um empreiteiro e pai de Beth e Haley.
- Ross Anderson interpretou Wayne Taylor, um policial, parceiro de Pete e ex-namorado de Beth.
- Anson Boon interpretou Stan, um saqueador.
- Jose Palma interpretou Pete, um policial e parceiro de Wayne.
- Colin McFarlane interpretou O Governador.
- George Somner interpretou Marv.
- Ami Metcalf interpretou Lee.
- Morfydd Clark interpretou Beth Keller, a irmã mais velha de Haley que mora em Boston, filha de Dave e ex-namorada de Wayne.
- Annamaria Serda interpretou Emma.
- Savannah Steyn interpretou Lisa.
- Cso-Cso interpretou Sugar, o cão terrier peludo dos Kellers.

## Produção
No dia 1 de maio de 2018, a Paramount Pictures anunciou que Alexandre Aja iria dirigir o filme e que Kaya Scodelario iria estrelar no papel principal. As filmagens começaram em agosto de 2018 em Belgrado, Sérvia, e terminaram no mês seguinte. Os efeitos visuais foram fornecidos pela Rodeo FX e supervisionados por Thomas Montminy Brodeur e Keith Kolder.
Scodelario considerou que a filmagem foi "a mais fisicamente exigente" de sua carreira: "Eu estava quebrada no final de cada dia. Estávamos filmando de 16 a 18 horas por dia. Eu ficava no set o dia todo, todos os dias. Perdi cerca de 12 quilos gravando o filme, mas ganhei um pouco de músculos, o que me deixou bastante impressionada. Quebrei um dedo; voltei para casa todos os dias machucada, ensanguentada e cortada." Ela também contou sobre como "reforçou" sua personagem o máximo que podia, evitando maquiagem e passando a maior parte do filme descalça, explicando: "Lutei para tê-la descalça ... Não queria proteção em meus pés. Como é uma garota nadadora, ela vai usar chinelos e, uma vez que tenha que engatinhar, ela vai jogá-los fora."
Houve um longo debate na equipe de criação a respeito do cão viver, morrer ou talvez se sacrificar até o final do filme.

## Lançamento
O filme estava originalmente programado para ser lançado nos Estados Unidos em 23 de agosto de 2019, no entanto o filme foi posteriormente transferido para o dia 12 de julho de 2019.

### Home video
Em 15 de outubro de 2019, a Paramount Pictures lançou Crawl em Blu-ray, DVD e também em HD digital apresentando extras e cenas deletadas.

## Recepção

### Bilheteria
Crawl arrecadou US$ 39 milhões nos Estados Unidos e Canadá e US$ 52,5 milhões em outros territórios, somando um total de US$ 91,5 milhões mundialmente contra seu custo de produção de US$ 13,5 milhões.
Nos Estados Unidos e Canadá, o filme foi lançado ao mesmo tempo que Stuber e tinha previsão para arrecadar US$ 10–13 milhões em 3.170 cinemas no seu fim de semana de estreia. O filme arrecadou US$ 4.3 milhões no primeiro dia, incluindo US$ 1 milhão nas prévias de quinta-feira à noite. Ele estreou com US$ 12 milhões, terminando na terceira posição da bilheteria. O filme não foi exibido com antecedência para os críticos e foi especulado por algumas publicações que a eventual recepção positiva teria levado a uma estreia maior se as críticas estivessem sido disponibilizadas anteriormente. Em seu segundo fim de semana, o filme arrecadou US$ 6 milhões, caindo apenas 50%, ainda sendo uma média melhor para um filme de terror.

### Resposta da crítica
No agregador de avaliações Rotten Tomatoes, o filme detém um índice de aprovação de 84% baseado em 200 críticas, com uma média de 6.50 de 10. O consenso crítico do site diz: "Um recurso de criatura repleto de ação que é rápido, assustador e bastante beneficiado pelo jogo complexo de Kaya Scodelario, Crawl é um divertido retrocesso com autoconsciência suficiente para funcionar." No Metacritic, por sua vez, o filme avaliado com uma pontuação média ponderada de 60 em 100, com base nas resenhas de 31 críticos, indicando "análises mistas ou médias". O público entrevistado pelo CinemaScore deu ao filme uma nota média de "B" na escala de A+ para F, enquanto os do PostTrak deram uma média de 2.5 de 5 estrelas e 46% de "recomendação definitiva".
Angélica Jade Bastien da revista New York elogiou o filme dizendo: "Crawl é um ótimo exemplo de uma história simples extremamente bem contada. É uma aventura sangrenta cheia de reviravoltas da sorte de ranger os dentes, humor mordaz, crocodilos cruéis e ternura surpreendente — isso tem uma velocidade abençoada de 87 minutos. É um filme de terror perfeito para o verão, tanto uma ode aos aspectos cataclísmicos e humilhantes da Mãe Natureza quanto uma carta de amor às relações pai-filha." Jim Vejvoda, avaliando o longa-metragem para a IGN, deu nota 7.7 e escreveu: "Crawl é um filme divertido, embora familiar, de humano vs. besta, que tira bastante proveito de seu cenário e do medo profundo das pessoas de serem comidas." Ele advertiu que os fãs de Alexandre Aja podem se surpreender com o quão Crawl é destacado se comparado aos seus filmes de terror mais horríveis.
Em novembro de 2019, Quentin Tarantino declarou que Crawl foi seu filme favorito do ano.